# بنجامين س. كريست
بنجامين س. كريست (بالإنجليزية: Benjamin C. Christ)‏ هو ضابط أمريكي، ولد في 12 سبتمبر 1824 في Minersville, Pennsylvania ‏ في الولايات المتحدة، وتوفي في 27 مارس 1869 في فيلادلفيا في الولايات المتحدة.